# Chaetothylax
Chaetothylax es un género de plantas con flores perteneciente a la familia Acanthaceae. El género tiene 17 especies de hierbas. Natural de México.

## Descripción
Es una planta herbácea perenne con ramas ascendentes de 40 cm de altura. Poco ramificada. Las hojas son cortamente pecioladas con peciolos de 1'2 cm de largo, la lámina tiene 3'5–11 cm de longitud y 1-3 de ancho, son delgadas, lanceoladas a ovado-lanceoladas y agudas por el ápice. Las inflorescencias pedunculadas, axilares y terminales en espigas de 1–2 cm de longitud, El fruto es una cápsula con cuatro semillas.

## Taxonomía
El género fue descrito por Augustin Pyrame de Candolle y publicado en Prodromus Systematis Naturalis Regni Vegetabilis 2: 243. 1825.

## Especies seleccionadas
- Chaetothylax boliviensis
- Chaetothylax cuspidatus
- Chaetothylax eranthemanthus
- Chaetothylax eustachiana
- Chaetothylax hatschbachii